# Haussignémont

Haussignémont este o comună în departamentul Marne, Franța. În 2009 avea o populație de 291 de locuitori.